# 沟水坡水库
沟水坡水库是中国河南省三门峡市灵宝市境内的一座水库，位于好阳河上，建于1961年。水库正常库容为500万立方米，集雨面积为129平方千米，海拔为429米。